# Erster Athener Friedhof

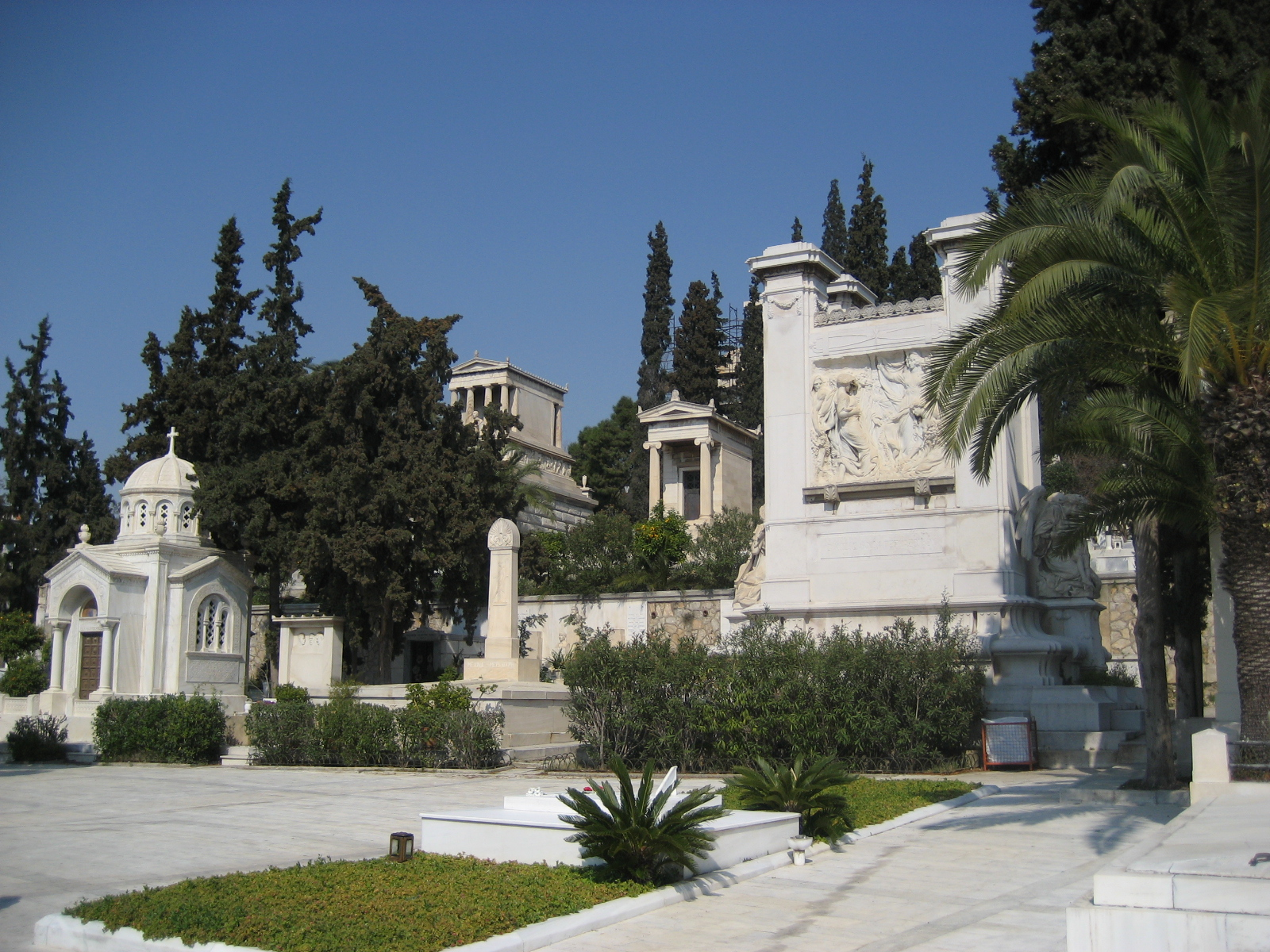
Erster Athener Friedhof

Der Erste Athener Friedhof (griechisch Πρώτο Νεκροταφείο Αθηνών Próto Nekrotafío Athinón) ist die älteste in Gebrauch befindliche Beerdigungsstätte der Stadt Athen. Seit seiner Anlage im Jahr 1834 ist er letzte Ruhestätte zahlreicher bedeutender Griechen und Ausländer. Kunstgeschichtliche Bedeutung hat er als originales Ensemble vieler Mausoleen und Grabskulpturen aus der Zeit des griechischen Neoklassizismus.

## Geschichte

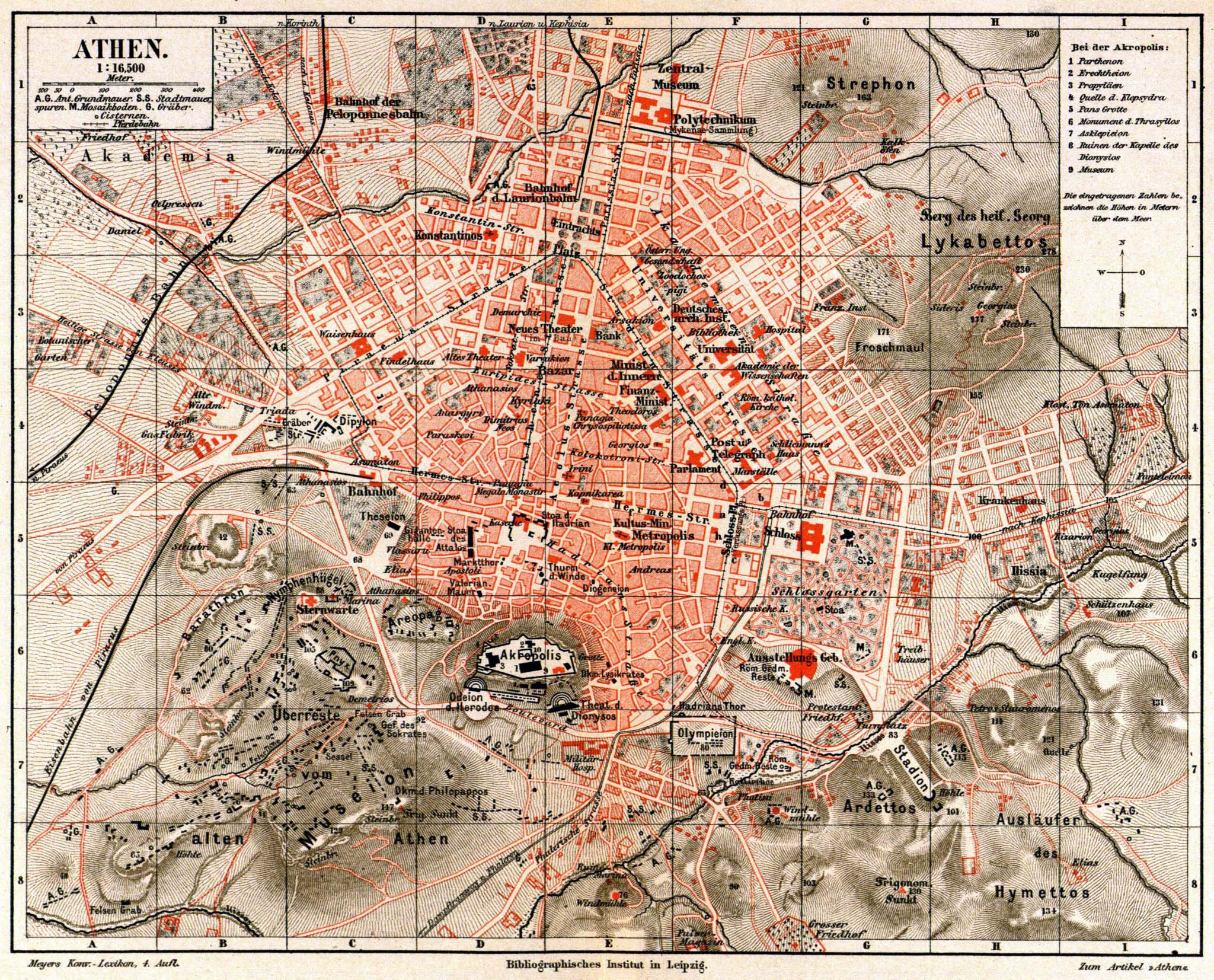
Athen in den 1880er Jahren mit dem Friedhof am unteren Bildrand - FG8 „Großer Friedhof“

Während der Zeit des Osmanischen Reiches wurden die orthodoxen Christen in Griechenland auf Kirchhöfen um die Gotteshäuser bestattet. Nicht orthodoxe Christen, vor allem Ausländer, fanden um die Kirche des heiligen Georg im antiken Tempel des Hephaistos und im Athener Kapuziner-Kloster ihre letzte Ruhe. Nur die Muslime wurden nicht nur um die Moscheen, sondern auch auf eigens hierfür errichteten Friedhöfen beerdigt. Mit der Verlegung der Hauptstadt des seit 1829 selbständigen Griechenland nach Athen im Jahre 1833 zog der gesamte Hofstaat Ottos I. und eine große Zahl bayerischer Beamter in die Stadt. Die neue Metropole zog viele Künstler und Handelsleute aus dem Ägäisraum und Westeuropa an, die hier siedelten. Die nun zahlreichen Katholiken versammelten sich zunächst in einer umgewandelten Tekke auf dem Gelände der Römischen Agora und erhielten 1842–1844 mit der Kirche des Heiligen Lukas von Hans Christian Hansen in Iraklio einen neuen Kirchenbau. Für die Anglikaner wurde 1838–1843 die Kirche des heiligen Paulus in der Athener Innenstadt erbaut, 1853–1887 folgte Leo von Klenzes katholische Kathedrale St. Dionysius in unmittelbarer Nachbarschaft der Universität.
Die Bestattung orthodoxer Griechen um die Kirchen wurde mit königlichem Dekret von 1834 verboten, die für die Toten zu errichtenden Friedhöfe entstanden unter der Aufsicht der Städte und Gemeinden. Die neu verfügte Begräbnisordnung verlangte ferner, dass jeder Friedhof in mindestens hundert Metern Entfernung von städtischer Besiedlung zu liegen habe. Für Athen wurde ein Gelände jenseits des Ilisos am Südwesthang des Ardittos-Hügels gewählt, das östlich der alten Wegverbindung nach Sounion in einigen hundert Metern Entfernung zur südlichen Siedlungsgrenze der damals 4000 Einwohner zählenden Stadt lag. Schon bei ihrer Stadtplanung Athens 1833 hatten Eduard Schaubert und Stamatios Kleanthis das Gebiet südlich der Stadt für den Friedhof ausgewiesen.
Seit dieser Zeit erscheint der Athener Friedhof in den Stadtplänen, der früheste Plan des Friedhofs selbst stammt vom Athener Stadtbaumeister Armodios Vlachos 1896. Hier sind eine zentrale Achse vom Eingangsgebäude zur zentralen Lazarus-Kirche, an der die Gräber Prominenter lagen, sowie zwei vom Platz um die Kirche Y-ähnlich abzweigende Hauptwege zu erkennen, was den Anlagen großer europäischer Friedhöfe, namentlich der des Pariser Cimetière du Père-Lachaise ähnelt. Die parkähnliche Anlage des Friedhofs ist erst aus einem weiteren Plan von 1910 zu erahnen. Erweiterungen des Friedhofs hügelauf nach Nordwesten folgten zwischen 1859 und 1943. Auf dem Friedhof wurden nach der Umwidmung des Hephaistos-Tempels in eine Sehenswürdigkeit auch Katholiken bestattet (das älteste erhaltene Grabmal datiert 1860), um 1880 wurden getrennte Areale für Protestanten und Juden eingerichtet.

## Anlage
Das Gelände wird stadtwärts von Nordwesten erschlossen und durch ein Eingangsgebäude, das 1939 durch Aris Konstantinidis und Andreas Ploumistou errichtet wurde, betreten. Gleich links steht die 1899–1901 nach Plänen des Architekten Armodios Vlachos errichtete Kirche der heiligen Theodore. Von hier führt eine anfangs recht breite Haupt-Straße, die – ähnlich der Prozessionstraße des Keramikos-Friedhofs in der Antike – von Gräbern bedeutender Persönlichkeiten gesäumt auf die Kirche des heiligen Lazarus zuführt, die 1840 als erste erbaut und 1859 in ihre heutige Gestalt gebracht wurde. Dahinter befindet sich ein byzantinisch anmutendes Beinhaus des Architekten Emmanouil Lazaridis von 1928. Südlich des kleinen Platzes um die Kirche zweigt ein Weg ab, der auf die katholische Kapelle des heiligen Karl zuläuft, die 1925 erbaut wurde. Außerhalb des ältesten Teils, der annähernd rechteckig ist, wurde das Gelände nach Osten und Süden erweitert. Der Protestantische Friedhof befindet sich im Osten am Hang und ist durch eine Mauer vom übrigen Gelände abgetrennt. Er wird heute durch die Staaten Dänemark, Deutschland, Niederlande und das Vereinigte Königreich im Vierjahresrhythmus verwaltet. Die Südecke des Friedhofsgeländes beherbergt den jüdischen Friedhof, der heute jedoch nicht mehr betrieben wird.

## Bedeutende Kunstwerke

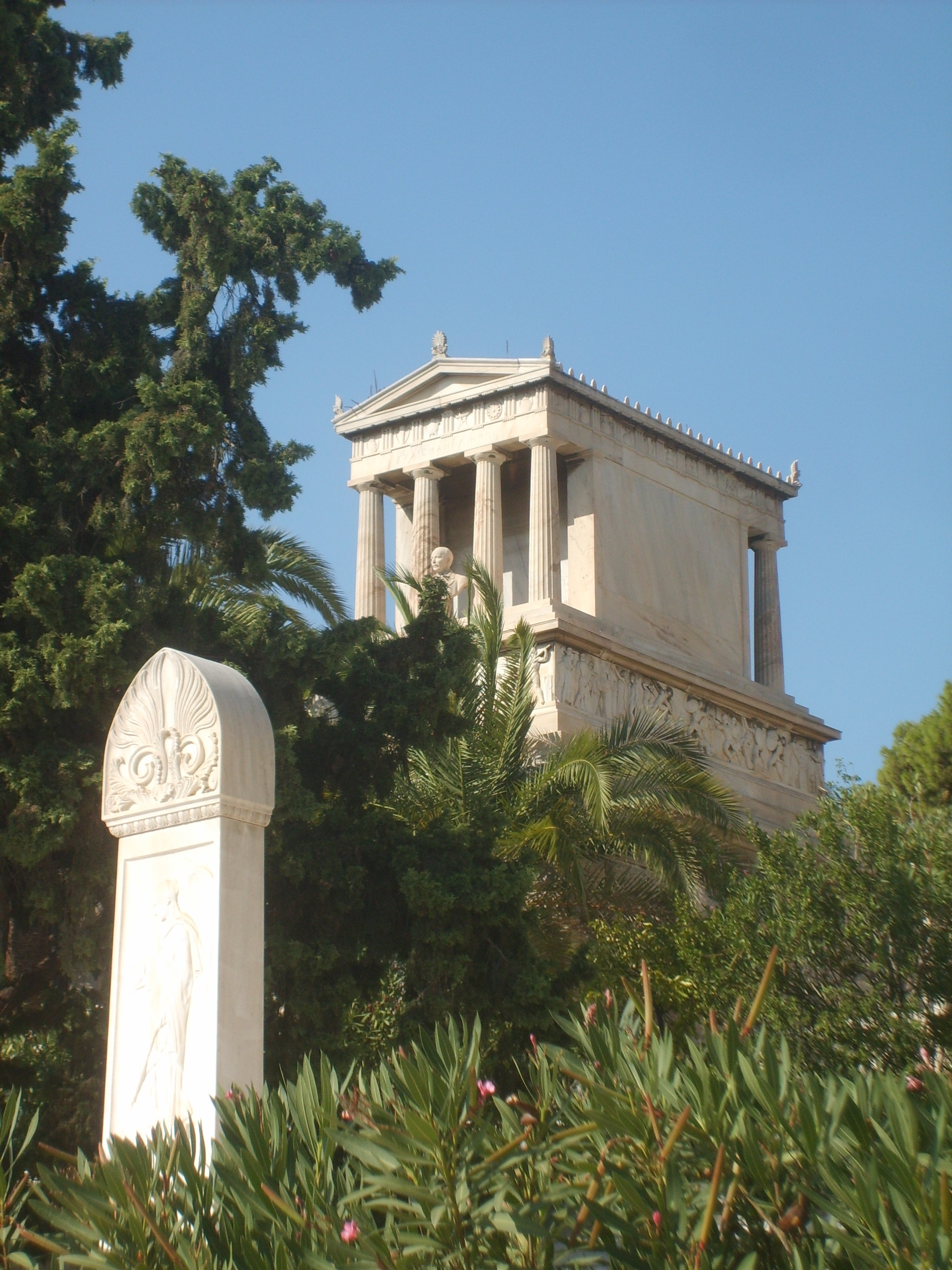
Mausoleum Schliemanns

Viele Grabmausoleen sind kunsthistorisch bedeutende Beispiele des Neoklassizismus. Besonders bekannt ist das durch Ernst Ziller ausgeführte Mausoleum Heinrich Schliemanns, das als dorischer Tempel mit umlaufendem Fries etwa in den Proportionen des Athener Niketempels gestaltet ist und den Eingangsbereich des Friedhofs dominiert.
Die Grabskulpturen wurden vorwiegend von Marmorbildhauern aus Tinos gehauen. Die berühmteste ist die Skulptur der liegenden Sofia Afendaki des Bildhauers Giannoulis Chalepas, die wie viele Skulpturen im Friedhof vom Klassizismus eines Antonio Canova beeinflusst ist.
Weitere Künstler, die Grabmale oder Plastiken fertigten, waren Lysandors Kaftandzoglou, Ioannis Vitsaris, Lazaros Fytalis, Georgios Vidalis und Dimitrios Fillipotis.

## Gräber bekannter Persönlichkeiten
Auf dem Ersten Athener Friedhof sind folgende Personen bestattet:
- Georgios Averoff (1818–1899), griechischer Geschäftsmann
- Christos Bistis (1939–2016), griechischer Widerstandskämpfer
- Sotiria Bellou (1921–1997), griechische Sängerin
- Christodoulos I. (1939–2008), Erzbischof von Athen und Vorsteher der Kirche von Griechenland
- Richard Church (1784–1873), irischer Philhellene und General bei der Griechischen Revolution
- Jules Dassin (1911–2008), amerikanischer Filmregisseur
- Odysseas Elytis (1911–1996), Dichter, Literaturnobelpreisträger
- Adolf Furtwängler (1853–1907), deutscher Archäologe
- Humphrey Jennings (1907–1950), britischer Filmemacher
- Stelios Kazantzidis (1931–2001), griechischen Sänger
- Konstantinos Kanaris (1790–1877), griechischer Politiker
- Theodoros Kolokotronis (1770–1843), griechischer Freiheitskämpfer in der Revolution von 1821
- Alexandros Koumoundouros (1817–1883), griechischer Politiker
- Grigoris Lambrakis (1912–1963), griechischer Politiker
- Andreas Louriotis (1789–1854), griechischer Politiker und Freiheitskämpfer
- Melina Mercouri (1920–1994), griechische Sängerin, Schauspielerin und Politikerin
- Augustus C. Merriam (1843–1895), US-amerikanischer Klassischer Philologe, Archäologe und Epigraphiker
- Andreas Michalakopoulos (1876–1938), griechischer Politiker
- Alekos Panagoulis (1939–1976), griechischer Widerstandskämpfer gegen die Junta, Politiker und Dichter
- Andreas Papandreou (1919–1996), erster sozialistischer Ministerpräsident Griechenlands
- Georgios Papandreou (1888–1968), griechischer Politiker
- Katina Paxinou (1900–1973), griechische Schauspielerin
- Demis Roussos (1946–2015), griechischer Sänger
- Heinrich Schliemann (1822–1890), deutscher Archäologe
- Giorgos Seferis (1900–1971), griechischer Dichter und Nobelpreisträger
- Nikitas Stamatelopoulos (1781–1849), griechischer Freiheitskämpfer
- Andreas Syngros (1830–1899), griechischer Bankier
- Vassilis Tsitsanis (1915–1984), griechischer Sänger, Komponist und Bouzouki-Virtuose
- Iwan Varvakis (1745–1825), Mitglied der Filiki Eteria
- Sofia Vembo (1910–1978), griechische Sängerin
- Aliki Vougiouklaki (1934–1996), griechische Sängerin und Schauspielerin
- Terence Hanbury White (1906–1964), britischer Schriftsteller
- Ernst Ziller (1837–1923), deutsch-griechischer Architekt, Bauforscher und Archäologe

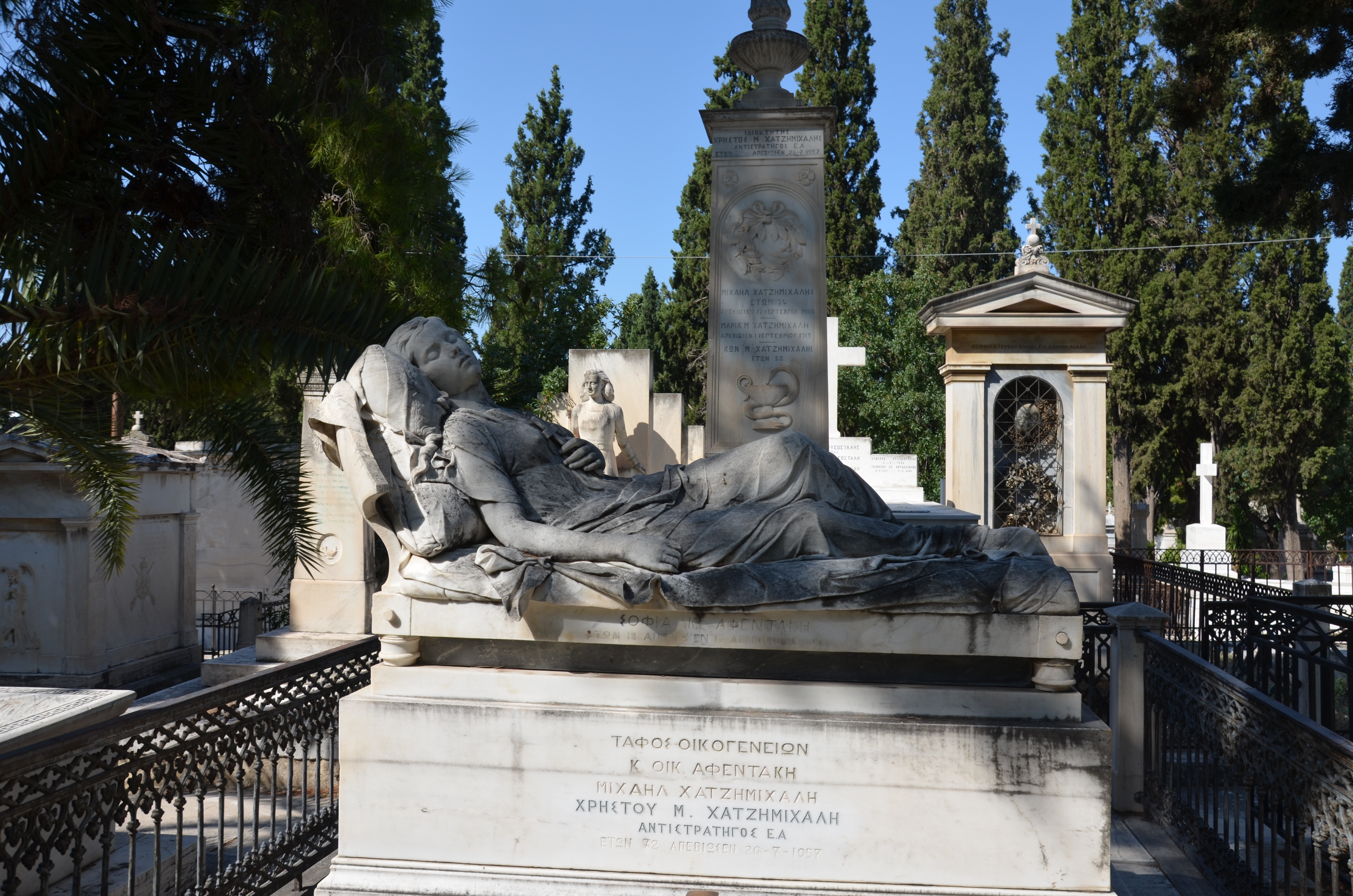
Sofia Afendaki
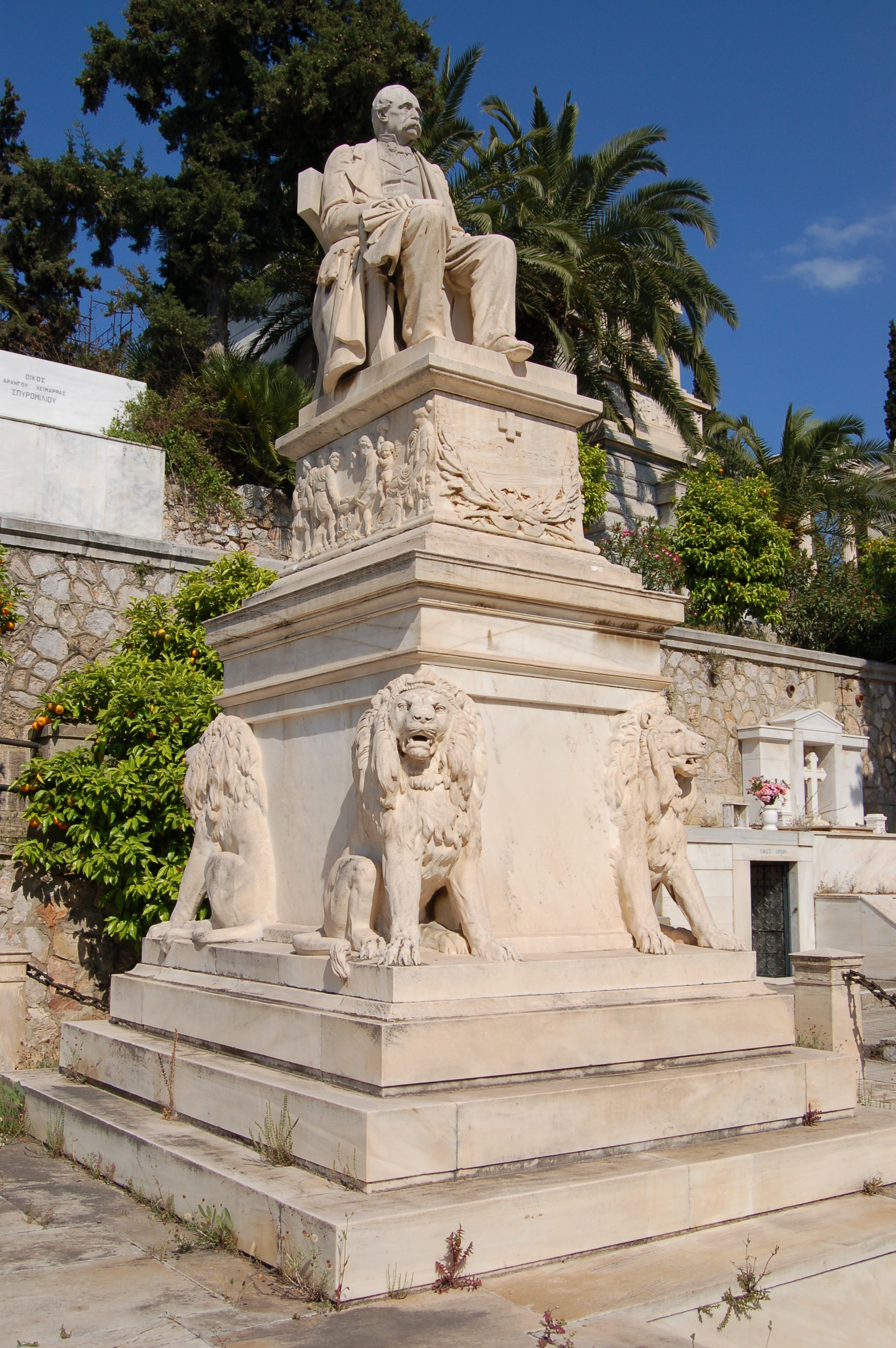
Georgios Averoff
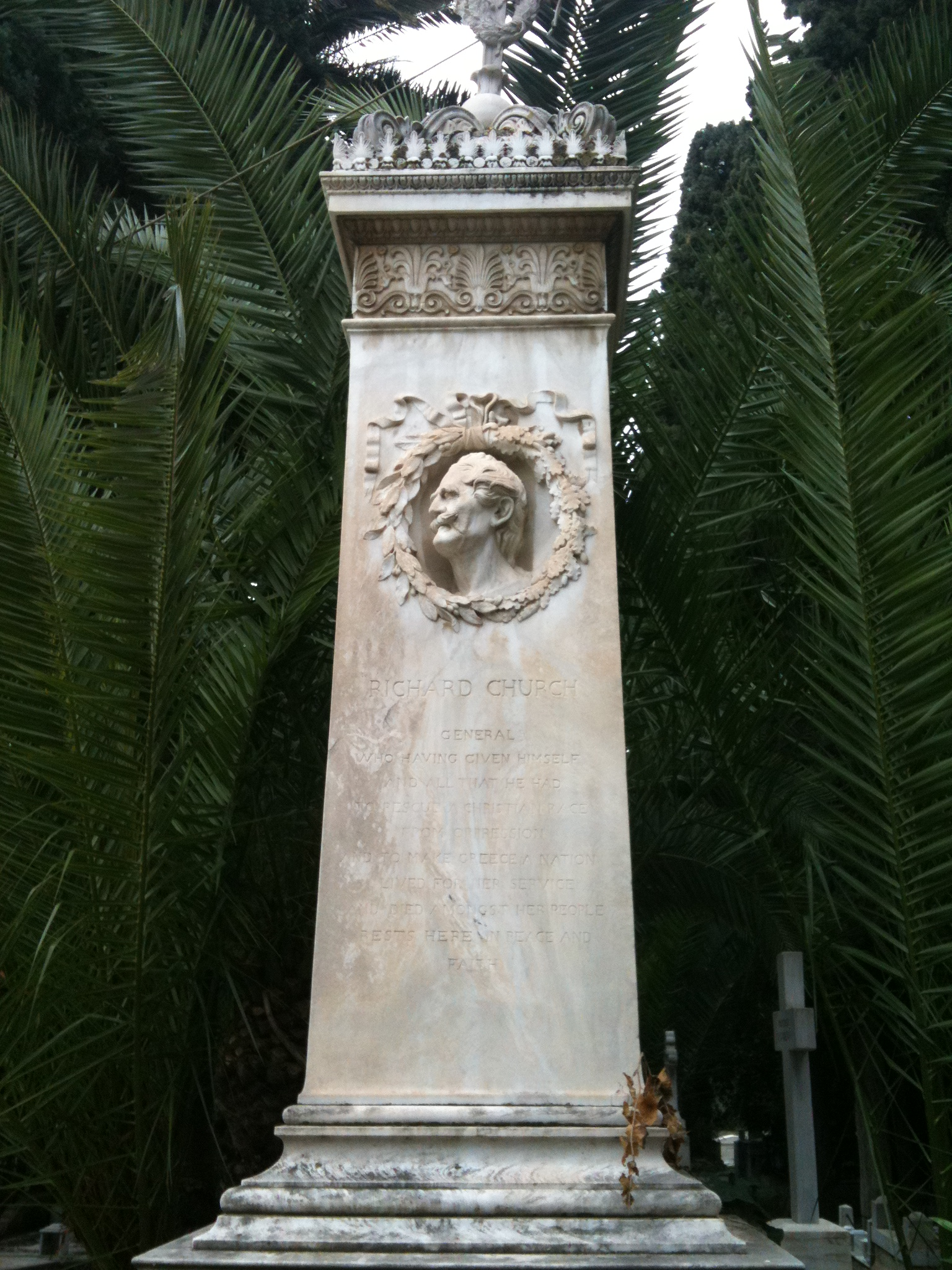
Richard Church
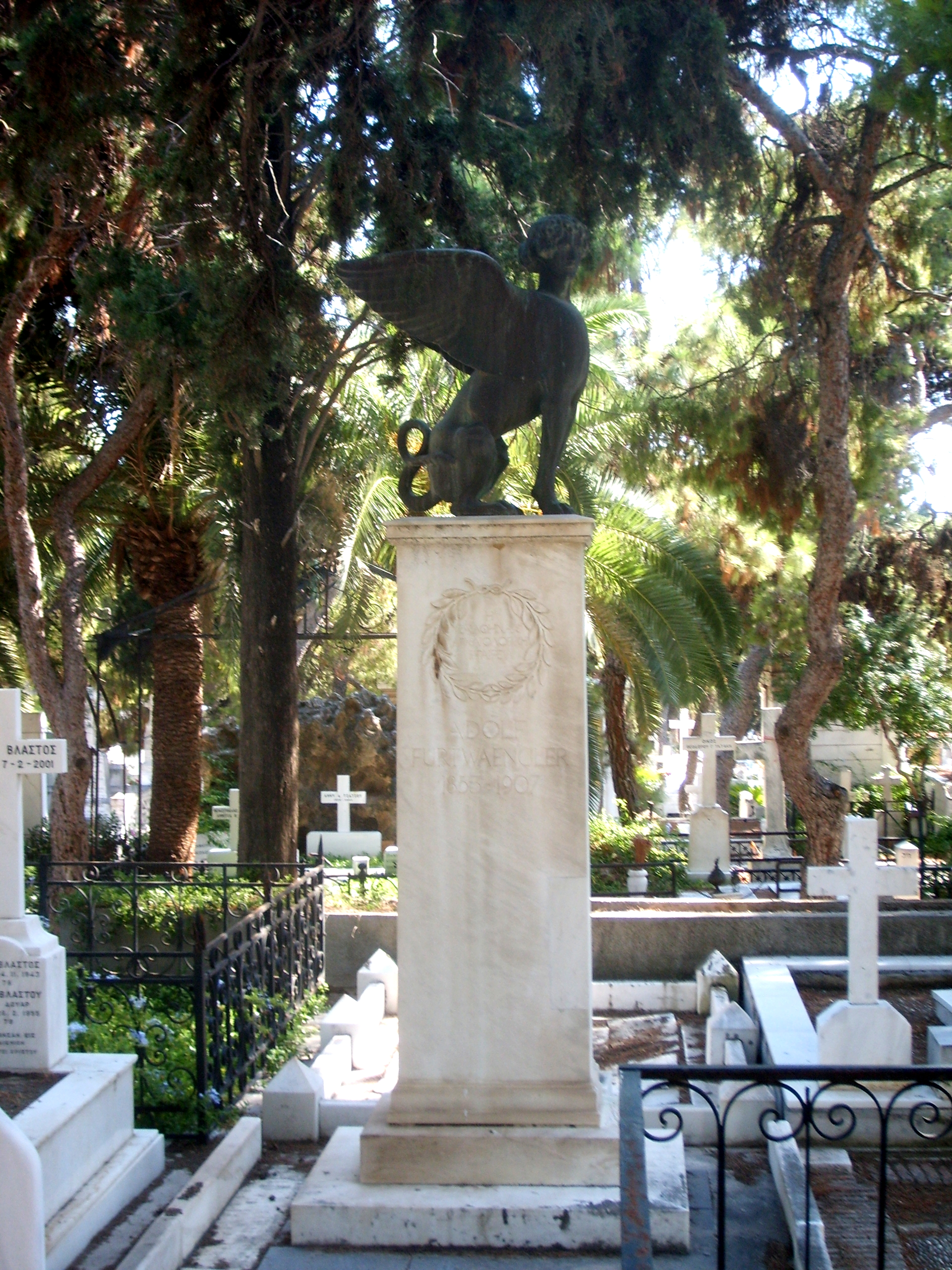
Adolf Furtwängler
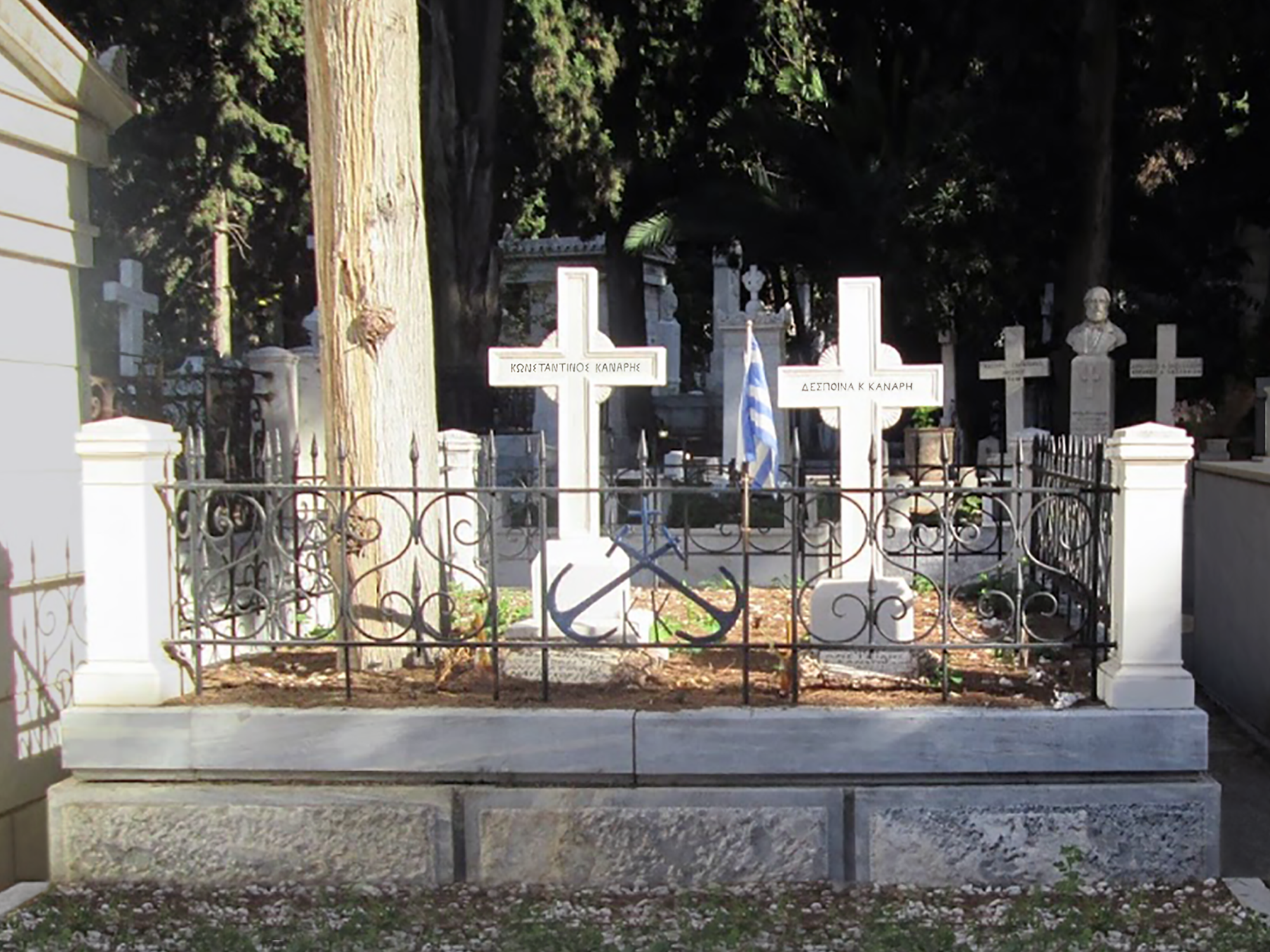
Konstantinos Kanaris
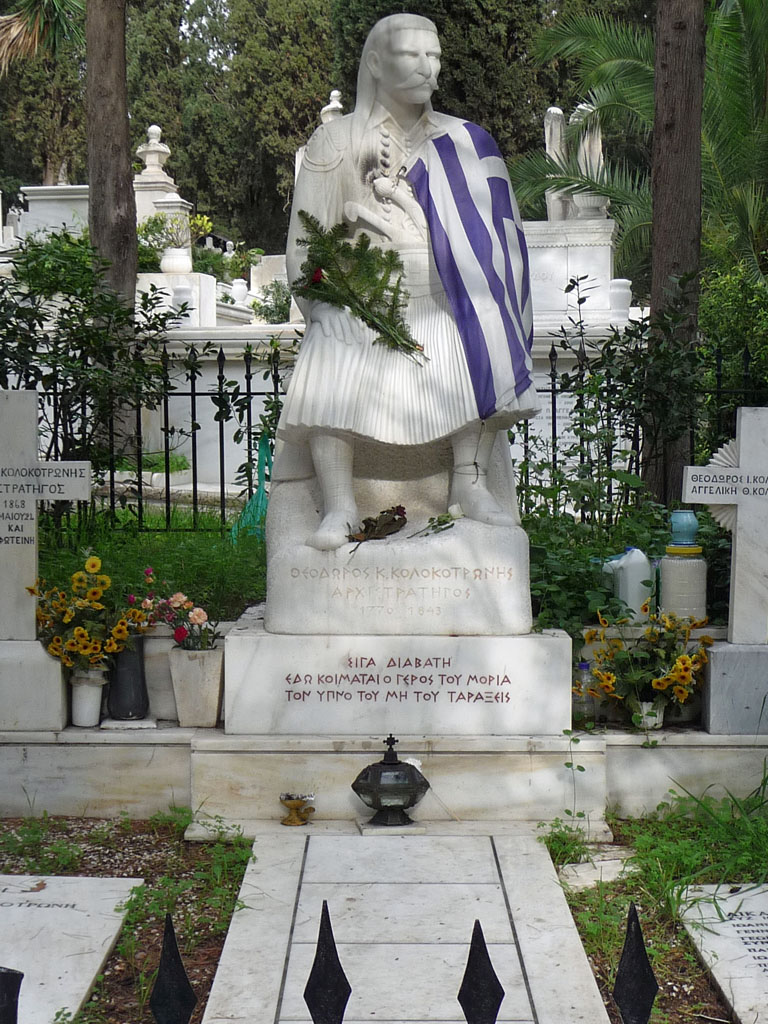
Theodoros Kolokotronis
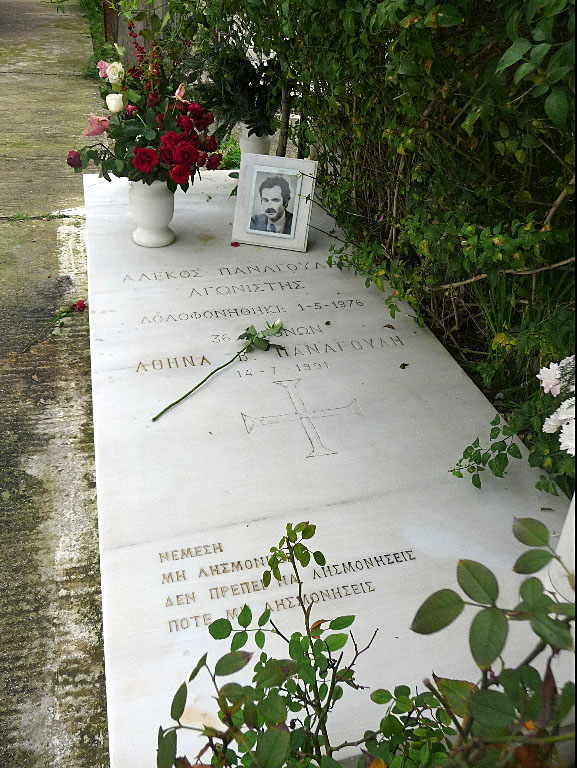
Alekos Panagoulis
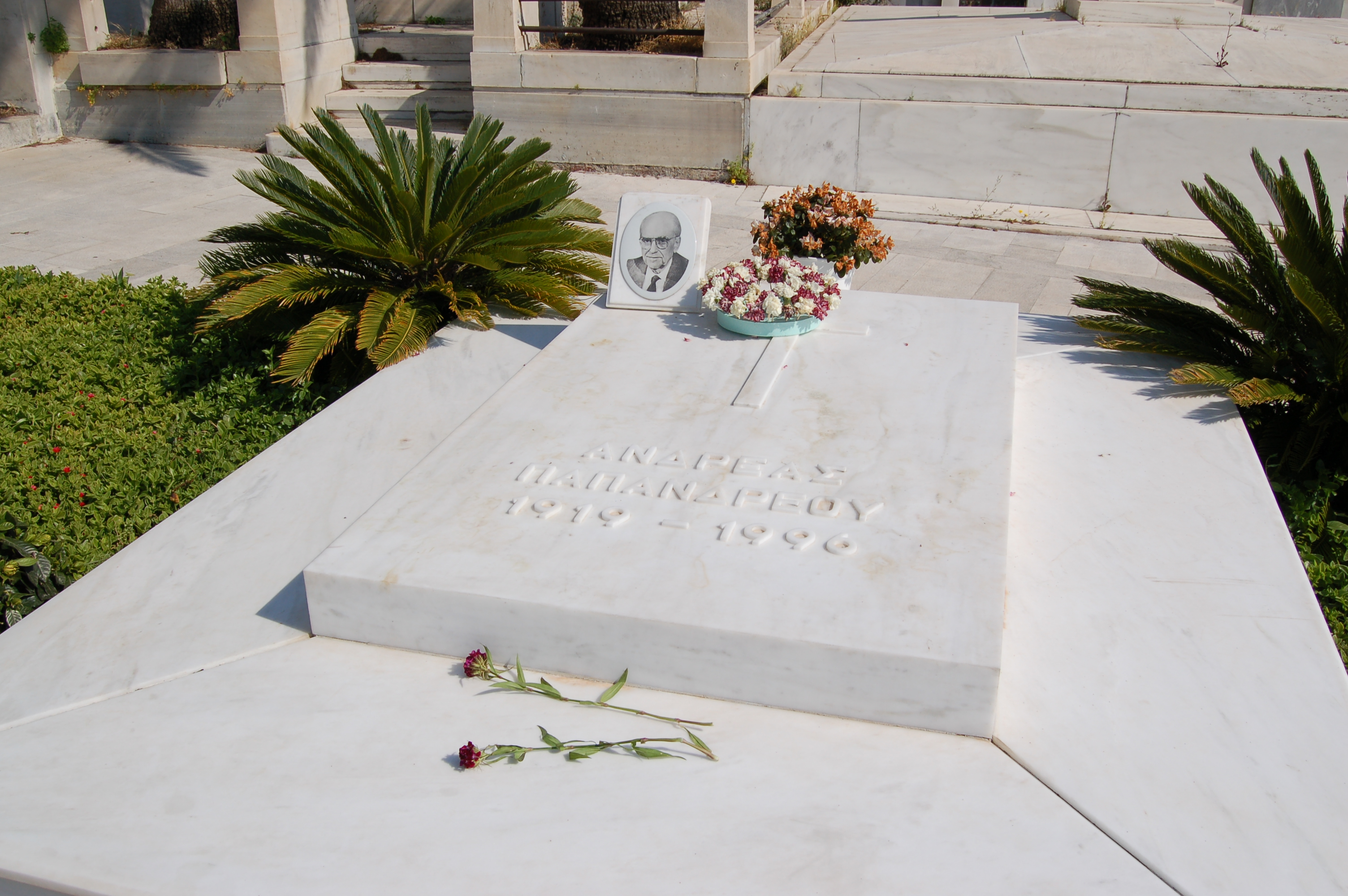
Andreas Papandreou
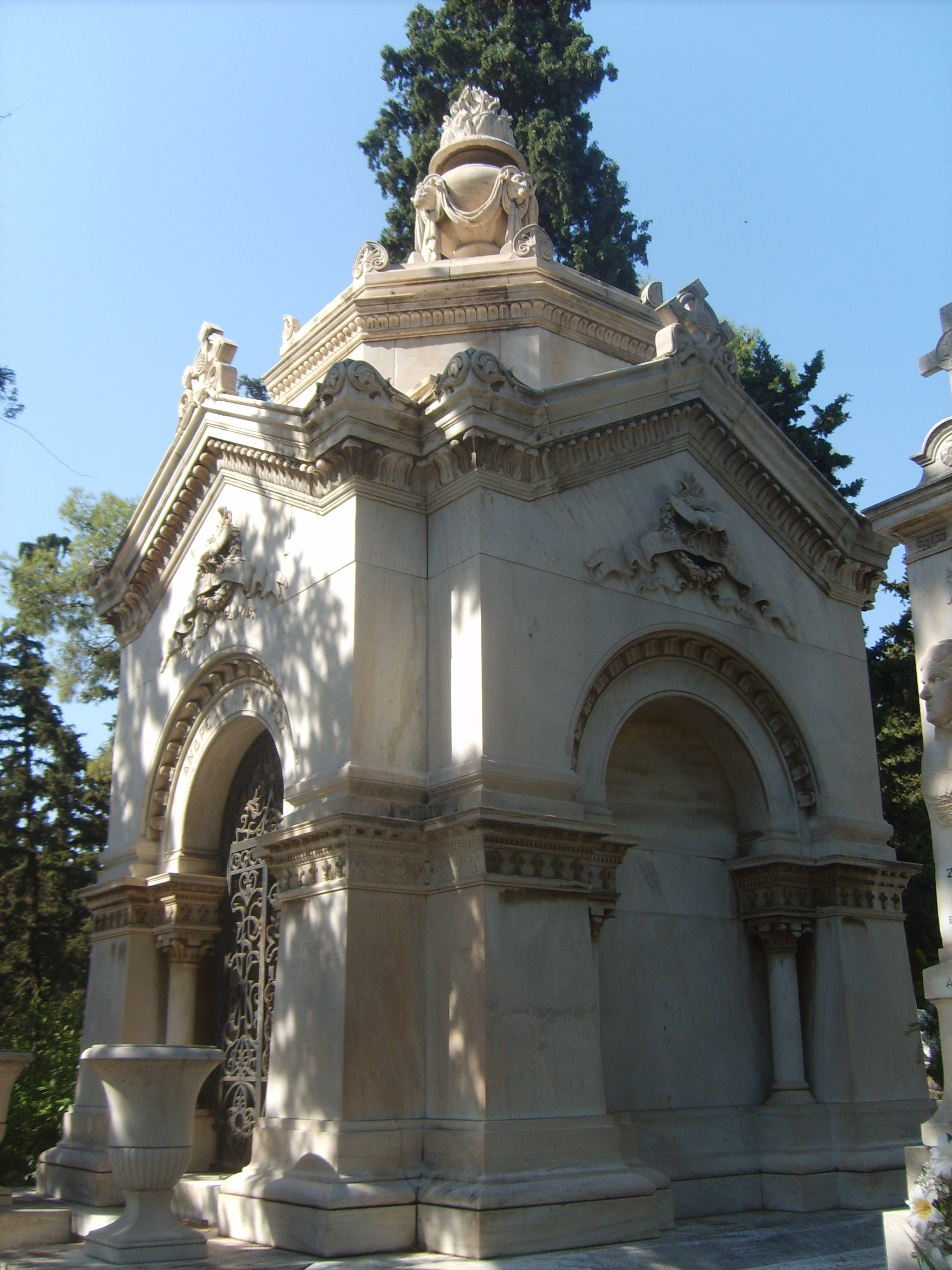
Andreas Syngros
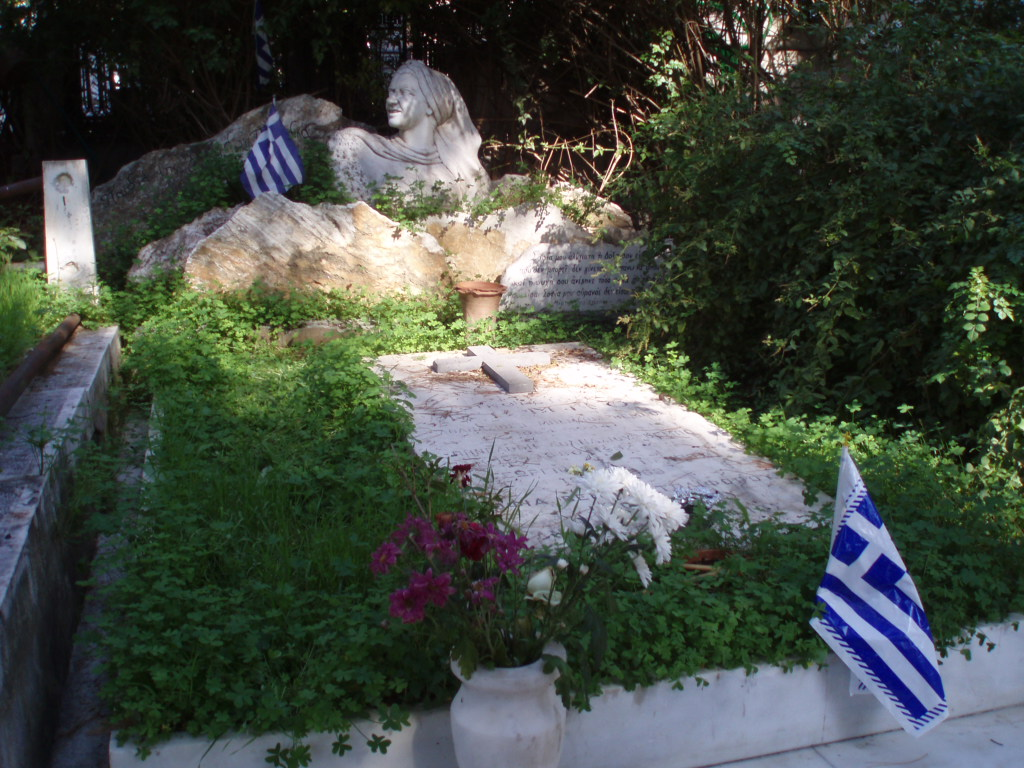
Sofia Vembo